# Say Yay!

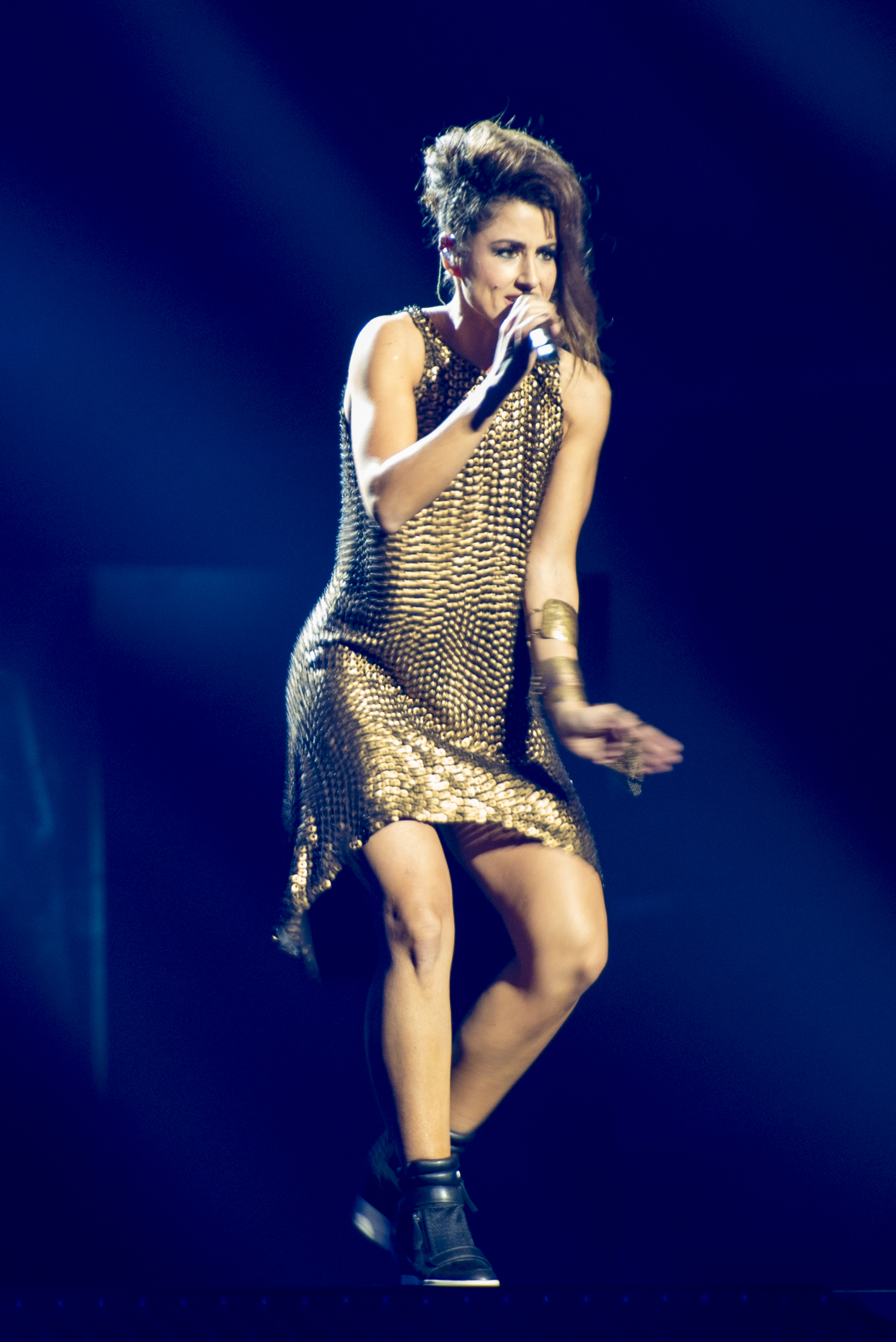

Say Yay! är en låt framförd av sångerskan Barei. 
Låten var Spaniens bidrag till Eurovision Song Contest 2016 i Stockholm. Den framfördes i finalen i Globen den 14 maj 2016.

## Komposition och utgivning
Låten är skriven av Barei själv i samarbete med Rubén Villanueva och Víctor Púa Vivó. Singeln släpptes för digital nedladdning den 25 januari 2016 utgiven av Gran Sol (Universal Music Spain). "Say Yay!" debuterade på sjätte plats på den spanska singellistan den 31 januari 2016. Den har totalt legat fyra veckor på listan. En officiell musikvideo till låten släpptes den 13 mars 2016.

## Listplaceringar
| Lista (2016)         | Topplacering |
| -------------------- | ------------ |
| Spanien (PROMUSICAE) | 3            |